# Paramacroxiphus aberrans
Paramacroxiphus aberrans är en insektsart som beskrevs av Willemse, C. 1961. Paramacroxiphus aberrans ingår i släktet Paramacroxiphus och familjen vårtbitare. Inga underarter finns listade i Catalogue of Life.